# Johannes Arndt
Johannes Arndt (7 de outubro de 1906 - 6 de julho de 1944) foi um oficial alemão que serviu na  durante a Segunda Guerra Mundial. Foi condecorado com a Cruz de Cavaleiro da Cruz de Ferro.